# 長澤仁志
長澤 仁志（ながさわ ひとし、1958年（昭和33年）1月22日 - ）は、日本の海事実業家。日本郵船株式会社代表取締役社長を経て、同社取締役会長、日本経団連副会長、日本船主協会会長。

## 人物
京都府出身。1980年神戸大学経済学部卒業、日本郵船入社。2004年からLNGグループ長を務めるなどし、液化天然ガス事業を成功させた。2007年経営委員。2009年常務経営委員。2011年取締役・常務経営委員。2013年代表取締役・専務経営委員。2018年代表取締役・副社長経営委員。海運不況が続く中、構造改革による黒字転換への目途がついたことを受け、2019年に代表取締役社長に昇格。2023年から同社取締役会長。2024年日本経団連副会長。

## 経歴
- 1980年 - 神戸大学経済学部卒業、日本郵船株式会社入社。
- 2004年 - LNGグループ長。
- 2007年 - 経営委員。
- 2009年 - 常務経営委員。
- 2011年 - 取締役・常務経営委員。
- 2013年 - 代表取締役・専務経営委員。
- 2018年 - 代表取締役・副社長経営委員。
- 2019年 - 代表取締役社長・社長経営委員、日本船主協会副会長[8]。
- 2023年 - 取締役会長・会長経営委員、日本船主責任相互保険組合組合長[9]。
- 2024年 - 日本経済団体連合会副会長[10]。
- 2025年 - 日本船主協会会長[11]、財務省財政制度等審議会委員[12]。